# فونتوو-۲
فونتوو-۲ (به لاتین: Funtovo-2) یک منطقهٔ مسکونی در روسیه است که در استان آستراخان واقع شده‌است.